# Amlan Borgohain
Amlan Borgohain (* 25. April 1998 in Jorhat, Assam) ist ein indischer Leichtathlet, der sich auf den Sprint spezialisiert hat. Er war eine Zeit Inhaber der Landesrekorde über 100 und 200 Meter.

## Sportliche Laufbahn
Erste internationale Erfahrungen sammelte Amlan Borgohain im Jahr 2023, als er bei den Hallenasienmeisterschaften in Astana mit 6,85 s im Halbfinale im 60-Meter-Lauf ausschied. Im August schied er bei den World University Games in Chengdu mit 10,64 s im Vorlauf über 100 Meter und gewann in 20,55 s die Bronzemedaille im 200-Meter-Lauf hinter dem Südafrikaner Tsebo Matsoso und Yūdai Nishi aus Japan. Im Oktober belegte er bei den Asienspielen in Hangzhou in 20,98 s den sechsten Platz über 200 Meter. 2025 wurde er mit der indischen 4-mal-100-Meter-Staffel bei den Asienmeisterschaften in Gumi im Vorlauf disqualifiziert.
In den Jahren 2022 und 2023 wurde Borgohain indischer Meister im 200-Meter-Lauf sowie 2022 über 100 Meter.

## Persönliche Bestzeiten
- 100 Meter: 10,25 s (+1,8 m/s), 29. August 2022 in Raebareli
  - 60 Meter (Halle): 6,84 s, 11. Februar 2023 in Astana
- 200 Meter: 20,52 s (+1,0 m/s), 6. April 2022 in Thenhipalam